# Krenglbach
Krenglbach là một đô thị thuộc huyện Wels-Land ở vùng Hausruckviertel bang Thượng Áo, Áo. Đô thị Krenglbach có diện tích 15 km², dân số thời điểm năm 2006 là 2819 người.
Bản mẫu:Wels-Land